# Informe Kilgour-Matas

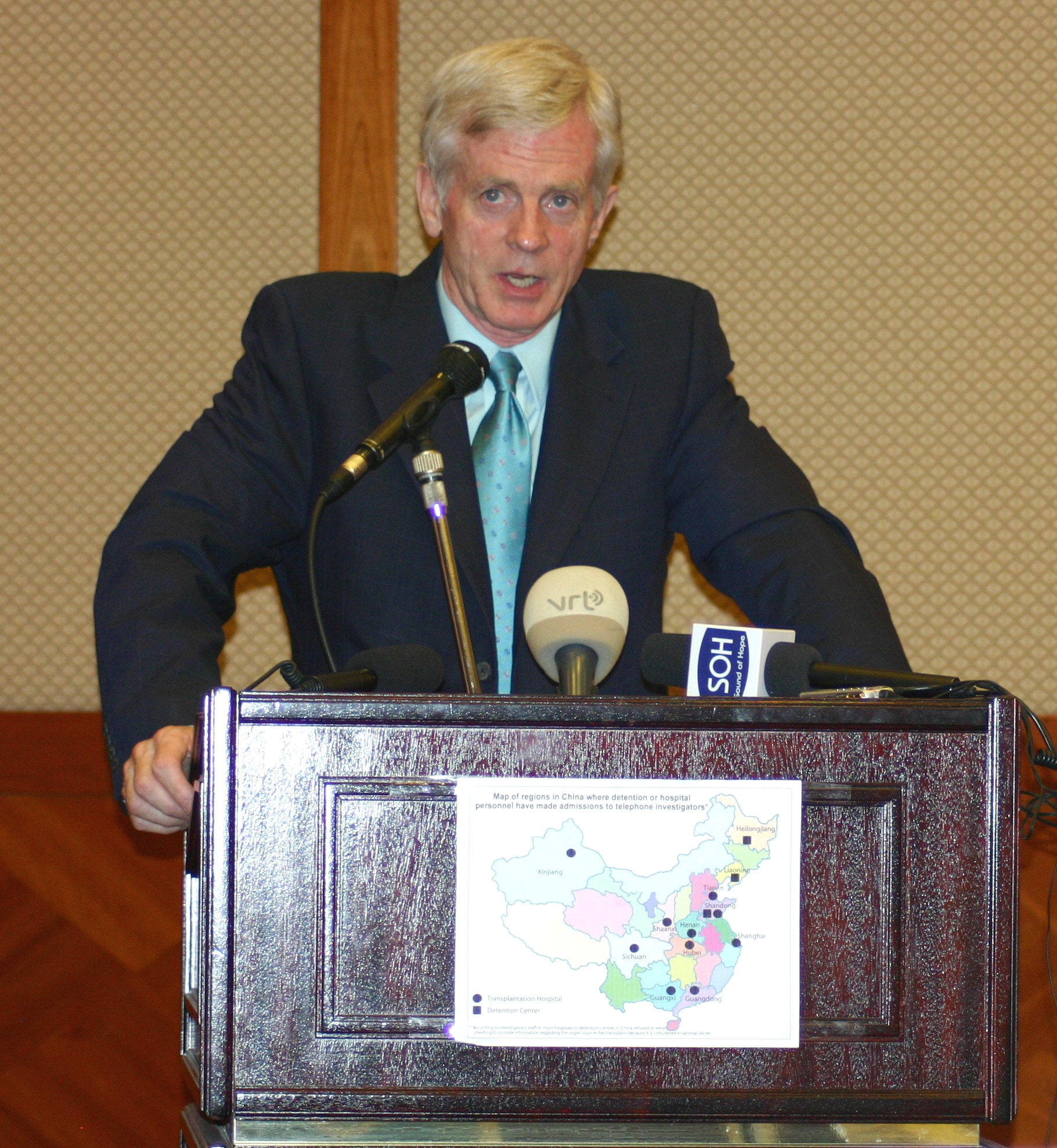
David Kilgour, ex secretario de Estado canadiense (Asia-Pacífico), investigó las acusaciones de Falun Gong

El informe Kilgour-Matas es un informe de investigación 2006/2007 sobre las denuncias de sustracción de órganos vivos en China realizado por el diputado canadiense David Kilgour y el abogado de derechos humanos David Matas. El informe fue solicitado por la Coalición para investigar la persecución de Falun Gong(CPIFG) luego de que surgieran denuncias de que a los practicantes de Falun Gong se les extraían en secreto sus órganos contra su voluntad en el Hospital de Trombosis de Sujiatun. El informe, basado en evidencias circunstanciales, concluyó que "ha habido, y continúa habiendo hoy, incautaciones de órganos a gran escala de practicantes de Falun Gong a la fuerza". China siempre ha negado las acusaciones.
El informe inicial recibió una acogida desigual. En los Estados Unidos, un informe del Servicio de Investigación del Congreso de Thomas Lum declaró que el informe Kilgour-Matas se basaba en gran medida en la inferencia lógica, sin presentar un testimonio nuevo u obtenido de forma independiente; Se decía que la credibilidad de gran parte de la evidencia clave era cuestionable. El informe inicial del 6 de julio de 2006 encontró que "la fuente de 41.500 trasplantes para el período de seis años de 2000 a 2005 es inexplicable" y concluyó que "ha habido y continúa habiendo hoy incautaciones de órganos a gran escala de practicantes de Falun Gong a la fuerza". El relator especial de la ONU, Manfred Nowak, dijo en marzo de 2007 que la cadena de evidencias que estaban documentando Kilgour y Matas mostraba una "imagen coherente que causa preocupación", que el Comité contra la Tortura de las Naciones Unidas dio seguimiento en noviembre de 2008 con una solicitud de "una explicación completa de la fuente de los trasplantes de órganos", investigar las denuncias de extracción de órganos y adoptar medidas para enjuiciar a quienes cometan abusos. Otros investigadores, como Ethan Gutmann, siguieron el informe Kilgour-Matas; Gutmann estimó que entre 450.000 y 1 millón de miembros de Falun Gong fueron detenidos en un momento dado, y estimó que decenas de miles podrían haber sido blanco de la sustracción de órganos.
Tras la publicación del informe inicial el 6 de julio de 2006, los funcionarios chinos declararon que China cumple con los principios de la Organización Mundial de la Salud que prohíben la venta de órganos humanos sin el consentimiento por escrito de los donantes. Denunciaron el informe como difamaciones "basadas en rumores y acusaciones falsas", y dijeron que el gobierno chino ya había investigado los reclamos y los encontró sin ningún fundamento. El informe está prohibido en Rusia y China. Entre las preocupaciones internacionales, la Fundación Nacional del Riñón de EE. UU. Expresó que estaba "profundamente preocupada" por las acusaciones.
En 2009, los autores publicaron una versión actualizada del informe en forma de libro, titulada Bloody Harvest, El asesinato de Falun Gong por sus órganos, y en el mismo año recibió un premio de la Sociedad Internacional de Derechos Humanos.

## Antecedentes

### Falun Gong
Falun Gong es una disciplina espiritual que combina meditación y ejercicios con una filosofía moral, surgida en China en la década de 1990; en 1999, el número de practicantes se estimaba en decenas de millones.
En julio de 1999, luego de una manifestación a gran escala para solicitar el reconocimiento oficial, las autoridades chinas iniciaron una campaña nacional para suprimir al grupo y crearon la Oficina 610 para supervisar y coordinar la eliminación de Falun Gong. La represión que siguió fue acompañada por lo que Amnistía Internacional llamó una "campaña de propaganda masiva", así como la detención y encarcelamiento de decenas de miles de seguidores de Falun Gong. Ex detenidos informaron que en algunos campos de trabajo forzado, los practicantes de Falun Gong comprendían la mayoría de la población y fueron objeto de abuso. Bajo la orden de Beijing, los practicantes están sujetos a "reeducación" y tortura coercitivas, que a veces resultan en muertes. Sin embargo, debido al acceso limitado a las víctimas y a las instalaciones del campo de trabajo, muchos informes específicos de abusos son difíciles de corroborar de forma independiente.

### Trasplante de órganos en China
China ha tenido un programa de trasplante de órganos desde la década de 1960. Es uno de los programas de trasplante de órganos más grandes del mundo, con un pico de más de 13.000 trasplantes al año en 2004. La extracción involuntaria de órganos es ilegal según la ley china, aunque bajo una regulación de 1984 se hizo legal quitar órganos de criminales ejecutados con el consentimiento previo del criminal o con el permiso de sus familiares. En la década de 1990, las crecientes preocupaciones sobre posibles abusos éticos derivados del consentimiento forzado y la corrupción llevaron a grupos médicos y organizaciones de derechos humanos a comenzar a condenar la práctica. Estas preocupaciones reaparecieron en 2001, cuando The Washington Post informó que un médico chino que solicitaba asilo alegaba que había participado en operaciones de extracción de órganos.
Para 2005, la Asociación Médica Mundial había exigido específicamente que China dejara de usar prisioneros como donantes de órganos. En diciembre de ese año, el Viceministro de Salud de China reconoció que la práctica de extraer órganos de prisioneros ejecutados para trasplante era generalizada: hasta el 95% de todos los trasplantes de órganos en China procedían de ejecuciones y prometió medidas para evitar abusos.

### Sujiatun
Las primeras denuncias de extracción sistemática de órganos por parte de practicantes de Falun Gong fueron hechas en marzo de 2006 por dos individuos que afirmaban tener conocimiento de extracciones involuntarias de órganos en el Hospital de Trombosis Sujiatun en Shenyang, provincia de Liaoning. Las acusaciones fueron publicadas por La Gran Epoca, un grupo de periódicos fundado por practicantes de Falun Gong. En el plazo de un mes desde la cobertura de la prensa, los investigadores externos, incluidos los representantes del Departamento de Estado de los Estados Unidos, dijeron que no había pruebas suficientes para probar las acusaciones. En 2006 y 2008, los relatores especiales de las Naciones Unidas plantearon preguntas sobre las fuentes de los órganos, los cortos tiempos de espera para encontrar órganos perfectamente compatibles y la correlación entre el aumento repentino de los trasplantes de órganos en China y el comienzo de la persecución de los practicantes de Falun Gong. Estas solicitudes no fueron atendidas satisfactoriamente por las autoridades chinas. [69] En noviembre de 2008, el Comité contra la Tortura de las Naciones Unidas señaló su preocupación por las acusaciones y pidió a China que "conduzca o encargue inmediatamente una investigación independiente de las denuncias" y tome medidas "para garantizar que los responsables de tales abusos sean procesados y castigados". El disidente chino Harry Wu, quien expuso la sustracción de órganos de los reclusos en los laogai (campos de trabajos forzados), cuestionó la credibilidad de los denunciantes de Sujiatun. Pero el artículo de Harry Wu de julio de 2006 mostró que sus opiniones en su carta del 21 de marzo se formaron antes de completar su investigación, por lo que las opiniones de Harry Wu no se basaron en su investigación completa. Además, Harry Wu caracterizó el volumen de extracción de órganos descrito por el informante seudónimo "Annie" como "técnicamente imposible", pero de hecho es técnicamente posible, según el informe Matas/Kilgour. El 14 de abril de 2006, el departamento de estado de los EE. UU. Escribió que "los representantes de los EE. UU. No han encontrado evidencia para respaldar las acusaciones de que un sitio en el noreste de China ha sido utilizado como campo de concentración para encarcelar a practicantes de Falun Gong y extraer sus órganos", y agregó "independiente de Según estas alegaciones específicas, Estados Unidos sigue preocupado por la represión de China contra los practicantes de Falun Gong y por los informes de sustracción de órganos".
Poco después, en mayo de 2006, la Coalición para Investigar la Persecución de Falun Gong le pidió a David Kilgour y al abogado canadiense de derechos humanos David Matas que investiguen las acusaciones más amplias de sustracción de órganos de los seguidores de Falun Gong en China. Kilgour y Matas acordaron investigar.

## El informe

### Primer informe
El 20 de julio de 2006, Kilgour y Matas presentaron los resultados de su investigación de dos meses como Informe sobre las denuncias de extracción de órganos de practicantes de Falun Gong en China. El informe presentó 33 líneas de evidencias circunstanciales que Kilgour y Matas observaron, en ausencia de cualquier prueba, permitieron de manera acumulativa la conclusión de que "el gobierno de China y sus agencias en numerosas partes del país, en particular hospitales, pero también centros de detención". Los tribunales populares, desde 1999, han ejecutado a un gran pero desconocido número de presos de conciencia de Falun Gong. Sus órganos vitales, incluidos los riñones, los hígados, las córneas y los corazones, fueron extraídos involuntariamente para su venta a precios elevados, a veces a extranjeros, que normalmente enfrentan largas esperas para donaciones voluntarias de dichos órganos en sus países de origen". El informe llamó la atención sobre los tiempos de espera extremadamente cortos para los órganos en China, una o dos semanas para un hígado en comparación con 32,5 meses en Canadá, y señaló que esto era indicativo de la obtención de órganos a petición. También rastreó un aumento significativo en el número de trasplantes anuales de órganos en China a partir de 1999, correspondiente al inicio de la persecución a Falun Gong. A pesar de los niveles muy bajos de donación voluntaria de órganos, China realiza el segundo mayor número de trasplantes por año. Kilgour y Matas también presentaron material de los sitios web de los centros de trasplante chinos que anuncian la disponibilidad inmediata de órganos de donantes vivos y transcripciones de entrevistas telefónicas en las que los hospitales dijeron a los posibles receptores de trasplantes que podían obtener órganos de Falun Gong. Los autores calificaron sus hallazgos al señalar las dificultades para verificar los presuntos delitos, tales como: no se permitió a los organismos independientes investigar las condiciones en China, fue difícil obtener evidencia de testigos oculares, a menudo se retuvo información oficial sobre el trasplante de órganos, y a Kilgour y Matas se les negó el visado para ir a China a investigar.

### Segundo informe
En una revisión de enero de 2007, Bloody Harvest: Informe revisado sobre las denuncias de sustracción de órganos de practicantes de Falun Gong en China, Kilgour y Matas consideraron que el Gobierno de China había reforzado la base del primer informe respondiendo de manera poco convincente, principalmente como ataques contra Falun Gong. Kilgour y Matas creían que tales ataques hicieron posible la violación de los derechos humanos básicos de los practicantes de Falun Gong. China identificó dos errores de hecho en la primera versión del informe: uno en un apéndice, en un título, donde Kilgour y Matas colocaron dos ciudades chinas en las provincias equivocadas; los autores descartaron esos errores por no tener nada que ver con el análisis o las conclusiones de su informe. En ausencia de evidencia que invalidara las acusaciones de sustracción de órganos, como un registro del gobierno chino que muestra la identidad de cada donante de órganos y su donación, Kilgour y Matas concluyeron que las denuncias de sustracción de órganos por parte de practicantes vivos de Falun Gong eran ciertas y la práctica continuaba. Pidieron que se prohíba a los ciudadanos canadienses que viajen a China para realizar operaciones de trasplante.
A partir de noviembre de 2014, el informe ha sido traducido a 21 idiomas.

### Libros
En 2009, Kilgour y Matas publicaron una versión actualizada del informe en forma de libro, titulada Bloody Harvest, El asesinato de Falun Gong por sus órganos. Contiene material nuevo y entrevistas, y se divide en dos partes. La primera sección expone la evidencia; la segunda sección detalla las reacciones que recibió el informe final y la defensa que Matas y Kilgour emprendieron para poner fin al abuso que identificaron de manera concluyente. Ese año, Kilgour y Matas también recibieron el Premio de Derechos Humanos 2009 por la Sociedad Internacional de Derechos Humanos con sede en Alemania; y fueron nominados para el Premio Nobel de la Paz 2010.
En 2012, State Organs: Transplant Abuse in China, editado por David Matas y Torsten Trey se publicó con contribuciones de una docena de especialistas.

## Respuesta
Las denuncias del informe sobre la extracción involuntaria de órganos de los seguidores de Falun Gong recibieron una considerable cobertura mediática, particularmente en Canadá, Europa y Australia. Varios gobiernos endurecieron las prácticas de turismo de trasplantes y solicitaron más información al gobierno chino. Funcionarios chinos reiteradamente y con enojo negaron las acusaciones de sustracción de órganos del informe. Tras la publicación del informe inicial, China declaró que cumplía con los principios de la Organización Mundial de la Salud que prohíben la venta de órganos humanos sin el consentimiento por escrito de los donantes y denunció el informe.
Amnistía Internacional en 2006 dijo que "continuaba analizando fuentes de información" sobre las acusaciones. David Ownby, profesor de historia en la Universidad de Montreal y experto en Falun Gong, escribió en Falun Gong y el futuro de China que los practicantes de Falun Gong eran candidatos probables para la sustracción de órganos en las cárceles chinas. Sin embargo, sintió que los portavoces de Falun Gong "exageraron" con las acusaciones del campo de concentración, posiblemente perdiendo credibilidad a los ojos de los observadores neutrales, a pesar de la verdadera persecución que estaban sufriendo. Un informe del Servicio de Investigación del Congreso de Thomas Lum dijo que el informe se basa en inferencias lógicas y transcripciones de llamadas telefónicas que, sugirió, pueden no ser creíbles. Glen McGregor, del Ciudadano de Ottawa, se mostró escéptico sobre la plausibilidad logística de las acusaciones después de visitar Sujiatun por invitación de la Asociación Médica China. Dijo que, dependiendo de a quién creas, "el informe Kilgour-Matas es una evidencia convincente que prueba las afirmaciones sobre Falun Gong ... o una colección de conjeturas y razonamientos inductivos que no respaldan sus propias conclusiones".
Algunos observadores encontraron el informe y sus cifras plausibles. Tom Treasure, del Hospital Guy, Londres, dijo que el informe Kilgour-Matas era "plausible desde un punto de vista médico" basado en la brecha numérica en la cantidad de trasplantes y los cortos tiempos de espera en China en comparación con otros países. Señaló la existencia de análisis de sangre de seguidores de Falun Gong encarcelados, lo que no es útil para las víctimas pero es fundamental para la donación de órganos, y dijo que las acusaciones eran "creíbles". El escritor de no ficción Scott Carney incluyó las acusaciones en su libro The Red Market, escribiendo "Nadie dice que el gobierno chino persiguió a Falun Gong específicamente por sus órganos... pero parece haber sido una forma muy conveniente y rentable de deshacerse de ellos. Peligrosos disidentes políticos fueron ejecutados mientras sus órganos creaban un flujo de ingresos cómodo para hospitales y cirujanos, y presumiblemente muchos funcionarios chinos importantes recibieron órganos". Utilizando diferentes métodos de investigación para Kilgour y Matas, Ethan Gutmann, miembro adjunto de la Fundación para la Defensa de las Democracias, descubrió que su estimación del número de practicantes de Falun Gong asesinados por órganos de aproximadamente 65.000 era cercana a la estimación de 62.250 de Kilgour y Matas. En septiembre de 2014 publicó sus hallazgos en La matanza: asesinatos en masa, extracción de órganos y la solución secreta de China a su problema disidente. Kirk C. Allison, Director Asociado del Programa de Derechos Humanos y Medicina de la Universidad de Minnesota, escribió que "el corto plazo de un sistema a la carta [como en China] requiere una gran cantidad de donantes pre-tipificados por grupo sanguíneo y correspondencia HLA", y sería consistente con las acusaciones de Falun Gong sobre la tipificación sistemática de tejidos de practicantes detenidos. Escribió que las limitaciones de tiempo involucradas "no se pueden asegurar en base a una muerte aleatoria", y que los médicos que consultó sobre el asunto indicaron que estaban seleccionando prisioneros vivos para garantizar la calidad y la compatibilidad.
La Fundación Nacional del Riñón de EE. UU. dijo que estaban "profundamente preocupados por las recientes acusaciones sobre la obtención de órganos y tejidos a través de prácticas coercitivas o de explotación" y que "cualquier acto que cuestione la práctica ética de la donación y el trasplante debe ser condenado por la comunidad mundial de trasplantes." Una petición de 2008 firmada por 140 médicos canadienses instó al gobierno canadiense a "emitir avisos de viaje advirtiendo a los canadienses que los trasplantes de órganos en China se obtienen casi en su totalidad de personas sin consentimiento, ya sean prisioneros condenados a muerte o practicantes de Falun Gong". El miembro del parlamento canadiense Borys Wrzesnewskyj, basado en los hallazgos del informe Kilgour-Matas, presentó un proyecto de ley de 2008 que haría ilegal que los canadienses reciban un trasplante de órganos en el extranjero si el órgano fue tomado de una víctima a la fuerza. En 2013, Médicos contra la sustracción forzada de órganos (DAFOH) presentó una petición de casi 1,5 millones de firmas, incluidas más de 300.000 de Europa, a la Oficina del Alto Comisionado de las Naciones Unidas para los Derechos Humanos en Ginebra.
Mientras Rusia, junto con China, prohibió el informe; Taiwán condenó "en los términos más enérgicos posibles", la extracción de órganos humanos por parte de China de practicantes de Falun Gong ejecutados.  El Departamento de Salud de Taiwán instó a los médicos taiwaneses a no alentar a los pacientes a someterse a trasplantes comerciales de órganos en China continental. El rabino Yosef Shalom Eliashiv prohibió a los judíos obtener algún beneficio de la extracción de órganos chinos, "incluso en situaciones que ponen en peligro la vida"; otros rabinos se opusieron al uso de órganos chinos para trasplantes.
En 2006 y 2008,los Relatores Especiales de Naciones Unidas plantearon preguntas acerca de las fuentes de los órganos, los breves tiempos de espera para encontrar órganos perfectamente compatibles, y la correlación entre el aumento repentino de los trasplantes de órganos en China y el comienzo de la persecución de los practicantes de Falun Gong. Estas solicitudes no fueron atendidas satisfactoriamente por las autoridades chinas. En noviembre de 2008, el Comité contra la Tortura de las Naciones Unidas tomó nota de su preocupación por las denuncias y pidió a China que "llevara a cabo o encargara de inmediato una investigación independiente de las denuncias" y adoptara medidas "para garantizar que los responsables de tales abusos sean enjuiciados y castigados".
En 2010, aunque la Sociedad Médica China había declarado que los trasplantes de órganos de los presos ejecutados debían cesar, y los cambios en la reglamentación china prohibían el turismo de trasplantes, en una reunión de la Sociedad de Trasplantes se recibieron más de 30 documentos que contenían datos de varios cientos de trasplantes, en los que la fuente donante probablemente eran presos ejecutados
Durante el Consejo de Derechos humanos de la ONU celebrada el 12 de marzo de 2014, Anne-Tamara Lorre, representante canadiense de derechos humanos ante las Naciones Unidas, planteó la cuestión de la extracción de órganos en China. "Nos sigue preocupando que los practicantes de Falun Gong y otros fieles religiosos en China sean objeto de persecución, y los informes de que se realizan trasplantes de órganos sin el consentimiento libre e informado del donante son preocupantes."